# Новая Зеландия на летних Олимпийских играх 2016
Новая Зеландия на летних Олимпийских играх 2016 года будет представлена как минимум в девятнадцати видах спорта.

## Медали
| Золото  | |                                                            |            |
| №       | Спортсмены | Вид спорта (дисциплина)                                    | Дата       |
| 1       | Эрик Маррей Хэмиш Бонд | Академическая гребля (двойки, мужчины)                     | 11 августа |
| 2       | Махе Драйсдейл | Академическая гребля (одиночки, мужчины)                   | 13 августа |
| 3       | Лиза Кэррингтон | Гребля на байдарках и каноэ (K-1, 200 метров, женщины)     | 16 августа |
| 4       | Питер Бёрлинг Блэр Тьюк | Парусный спорт (49-й, мужчины)                             | 18 августа |
| Серебро | |                                                            |            |
| №       | Спортсмены | Вид спорта (дисциплина)                                    | Дата       |
| 1       | Натали Руни | Стрельба (трап, женщины)                                   | 7 августа  |
| 2       | Женская сборная по регби-7 Шакира Бейкер Келли Брейзия Гейл Бротон Портия Вудман Сара Госс Кайла Макалистер Хуриана Мануэль Тайла Натан-Вонг Терина Те Тамаки Руби Туи Ниалл Уильямс Тереза Фицпатрик | Регби-7 (женщины)                                          | 8 августа  |
| 3       | Эдди Доукинс Итан Митчелл Сэм Уэбстер | Велоспорт (командный спринт, мужчины)                      | 11 августа |
| 4       | Луука Джонс | Гребля на байдарках и каноэ (гребной слалом, K-1, женщины) | 11 августа |
| 5       | Женевьев Берент Ребекка Скоун | Академическая гребля (двойки, женщины)                     | 12 августа |
| 6       | Валери Адамс | Лёгкая атлетика (толкание ядра, женщины)                   | 12 августа |
| 7       | Джоанна Алех Оливия Поури | Парусный спорт (470, женщины)                              | 18 августа |
| 8       | Александра Мэлоуни Молли Мич | Парусный спорт (49-й FX, женщины)                          | 18 августа |
| 9       | Лидия Ко | Гольф (женщины)                                            | 20 августа |
| Бронза  | |                                                            |            |
| №       | Спортсмены | Вид спорта (дисциплина)                                    | Дата       |
| 1       | Сэм Мич | Парусный спорт (Лазер, мужчины)                            | 16 августа |
| 2       | Лиза Кэррингтон | Гребля на байдарках и каноэ (K-1, 500 метров, женщины)     | 18 августа |
| 3       | Томас Уолш | Лёгкая атлетика (толкание ядра, мужчины)                   | 18 августа |
| 4       | Элиза Маккартни | Лёгкая атлетика (прыжки с шестом, женщины)                 | 19 августа |
| 5       | Николас Уиллис | Лёгкая атлетика (бег на 1500 метров, мужчины)              | 20 августа |

## Состав сборной
Академическая гребля
1. Хэмиш Бонд
2. Алистэр Бонд
3. Майкл Брейк
4. Джордж Бриджуотер
5. Айзек Грейнджер
6. Стивен Джонс
7. Махе Драйсдейл
8. Алекс Кеннеди
9. Шон Керкем
10. Джеймс Лассче
11. Эрик Маррей
12. Роберт Мэнсон
13. Том Мюррей
14. Джон Стори
15. Джо Райт
16. Брук Робертсон
17. Питер Тейлор
18. Джейд Уру
19. Натан Фланнери
20. Джеймс Хантер
21. Кристофер Харрис
22. Кейлеб Шеперд
23. Келси Беван
24. Женевьев Берент
25. Керри Гаулер
26. Эмма Дайк
27. Софи Маккензи
28. Ив Макфарлейн
29. Грейс Прендергаст
30. Кайла Пратт
31. Ребекка Скоун
32. Зои Стивенсон
33. Эмма Твигг
34. Франсис Тёрнер
35. Руби Тью
36. Джулия Эдвард

Велоспорт
 Шоссейный велоспорт
1. Джордж Беннетт
2. Зак Уильямс
3. Линда Виллумсен

 Трековый велоспорт
1. Питер Буллинг
2. Аарон Гейт
3. Реган Гоф
4. Эдди Доукинс
5. Дилан Кеннетт
6. Итан Митчелл
7. Сэм Уэбстер
8. Рашли Бьюкенен
9. Джейми Нильсен
10. Оливия Подмор
11. Наташа Хансен
12. Ракел Шит
13. Лорен Эллис

 Маунтинбайк
1. Самуэль Гейз

 BMX
1. Трент Джонс

 Гольф
1. Дэнни Ли
2. Райан Фокс
3. Лидия Ко

Гребля на байдарках и каноэ
 Гребля на гладкой воде
1. Марти Макдауэлл
2. Кайла Имри
3. Лиза Кэррингтон
4. Джейми Лаветт
5. Кейтлин Райан
6. Эйми Фишер

 Гребной слалом
1. Майкл Доусон
2. Луука Джонс

 Дзюдо
1. Дарсина Мануэль

 Конный спорт
1. Кларк Джонстон
2. Тим Прайс
3. Марк Тодд
4. Джули Бруэм
5. Джонелл Прайс

 Лёгкая атлетика
1. Джексон Гилл
2. Хамиш Карсон
3. Джулиан Мэттьюс
4. Зейн Робертсон
5. Квентин Рю
6. Николас Уиллис
7. Томас Уолш
8. Стюарт Фаркуар
9. Валери Адамс
10. Алана Барбер
11. Никки Гамблин
12. Элиза Маккартни
13. Люси Оливер
14. Анджела Петти

 Парусный спорт
1. Питер Бёрлинг
2. Джейсон Сондерс
3. Пол Сноу-Хансен
4. Блэр Тьюк
5. Дэниел Уилкокс
6. Квота 6
7. Квота 7
8. Джоанна Алех
9. Джемма Джонс
10. Молли Мич
11. Александра Мэлоуни
12. Оливия Поури
13. Квота 13

 Плавание
1. Кори Мейн
2. Кейн Рэдфорд
3. Гленн Снайдерс
4. Мэттью Стэнли
5. Мэттью Хатчинс
6. Брэдли Эшби
7. Лорен Бойл
8. Элена Гассон
9. Эмма Робинсон

 Прыжки на батуте
1. Квота 1

 Прыжки в воду
1. Элизабет Кюи

 Спортивная гимнастика
1. Михаил Кудинов
2. Кортни Макгрегор

 Стрельба
1. Райан Тейлор
2. Натали Руни
3. Хлоэ Типл

 Теннис
1. Майкл Венус
2. Маркус Даниэлл

 Триатлон
1. Тони Доддс
2. Райан Сиссонс
3. Никки Сэмюэльс
4. Андреа Хьюитт

 Тхэквондо
1. Андреа Килдэй

 Тяжёлая атлетика
1. Квота 1
2. Квота 2

 Фехтование
1. Юань Пин

 Футбол
1. Квота 1
2. Квота 2
3. Квота 3
4. Квота 4
5. Квота 5
6. Квота 6
7. Квота 7
8. Квота 8
9. Квота 9
10. Квота 10
11. Квота 11
12. Квота 12
13. Квота 13
14. Квота 14
15. Квота 15
16. Квота 16
17. Квота 17
18. Квота 18

 Хоккей на траве
1. Квота 1
2. Квота 2
3. Квота 3
4. Квота 4
5. Квота 5
6. Квота 6
7. Квота 7
8. Квота 8
9. Квота 9
10. Квота 10
11. Квота 11
12. Квота 12
13. Квота 13
14. Квота 14
15. Квота 15
16. Квота 16
17. Квота 17
18. Квота 18
19. Квота 19
20. Квота 20
21. Квота 21
22. Квота 22
23. Квота 23
24. Квота 24
25. Квота 25
26. Квота 26
27. Квота 27
28. Квота 28
29. Квота 29
30. Квота 30
31. Квота 31
32. Квота 32

## Результаты соревнований

### Академическая гребля
В следующий раунд из каждого заезда проходят несколько лучших экипажей (в зависимости от дисциплины). В утешительный заезд попадают спортсмены, выбывшие в предварительном раунде. В финал A выходят 6 сильнейших экипажей, остальные разыгрывают места в утешительных финалах B-F.
Сборная Новой Зеландии по академической гребле будет представлена наибольшим количеством спортсменов за всю историю выступлений страны на Олимпийских играх.
Мужчины
| Соревнование         | Спортсмены | Предварительный заезд | Предварительный заезд | Предварительный заезд | Отборочный заезд | Отборочный заезд | Отборочный заезд | Четвертьфинал | Четвертьфинал | Четвертьфинал | Полуфинал      | Полуфинал      | Полуфинал      | Финал      | Финал   | Итоговое место |
| Соревнование         | Спортсмены | Заезд                 | Время                 | Место                 | Заезд            | Время            | Место            | Заезд         | Время         | Место         | Заезд          | Время          | Место          | Время      | Место   | Итоговое место |
| -------------------- | --- | --------------------- | --------------------- | --------------------- | ---------------- | ---------------- | ---------------- | ------------- | ------------- | ------------- | -------------- | -------------- | -------------- | ---------- | ------- | -------------- |
| одиночки             | Махе Драйсдейл | 2                     | 7:04,45               | 1 Q                   | не участвовал    | не участвовал    | не участвовал    | 1             | 6:46,51       | 1 Q           | Полуфинал A/B  | Полуфинал A/B  | Полуфинал A/B  | Финал A    | Финал A | 1              |
| одиночки             | Махе Драйсдейл | 2                     | 7:04,45               | 1 Q                   | не участвовал    | не участвовал    | не участвовал    | 1             | 6:46,51       | 1 Q           | 1              | 7:03,70        | 1 QA           | 6:41,34 OB | 1       | 1              |
| двойки               | Эрик Маррей Хэмиш Бонд | 3                     | 6:41,75               | 1 Q                   | не участвовали   | не участвовали   | не участвовали   | не проводится | не проводится | не проводится | 2              | 6:23,36        | 1 QA           | Финал A    | Финал A | 1              |
| двойки               | Эрик Маррей Хэмиш Бонд | 3                     | 6:41,75               | 1 Q                   | не участвовали   | не участвовали   | не участвовали   | не проводится | не проводится | не проводится | 2              | 6:23,36        | 1 QA           | 6:59,71    | 1       | 1              |
| двойки парные        | Роберт Мэнсон Кристофер Харрис                                                                                               | 1                     | 6:40,35               | 1 Q                   | не участвовали   | не участвовали   | не участвовали   | не проводится | не проводится | не проводится | 1              | 6:17,01        | 4 QB           | Финал B    | Финал B | 11             |
| двойки парные        | Роберт Мэнсон Кристофер Харрис                                                                                               | 1                     | 6:40,35               | 1 Q                   | не участвовали   | не участвовали   | не участвовали   | не проводится | не проводится | не проводится | 1              | 6:17,01        | 4 QB           | 7:06,80    | 5       | 11             |
| четвёрки, лёгкий вес | Джеймс Лассче Питер Тейлор Алистэр Бонд Джеймс Хантер                                                                        | 3                     | 6:03,34               | 1 Q                   | не участвовали   | не участвовали   | не участвовали   | не проводится | не проводится | не проводится | 1              | 6:08,96        | 3 Q            | Финал      | Финал   | 5              |
| четвёрки, лёгкий вес | Джеймс Лассче Питер Тейлор Алистэр Бонд Джеймс Хантер                                                                        | 3                     | 6:03,34               | 1 Q                   | не участвовали   | не участвовали   | не участвовали   | не проводится | не проводится | не проводится | 1              | 6:08,96        | 3 Q            | 6:28,14    | 5       | 5              |
| четвёрки парные      | Натан Фланнери Джон Стори Джордж Бриджуотер Джейд Уру                                                                        | 1                     | 5:59,13               | 4                     | 1                | 5:58,92          | 6 QB             | не проводится | не проводится | не проводится | не участвовали | не участвовали | не участвовали | Финал B    | Финал B | 10             |
| четвёрки парные      | Натан Фланнери Джон Стори Джордж Бриджуотер Джейд Уру                                                                        | 1                     | 5:59,13               | 4                     | 1                | 5:58,92          | 6 QB             | не проводится | не проводится | не проводится | не участвовали | не участвовали | не участвовали | 6:18,92    | 4       | 10             |
| восьмёрки            | Том Мюррей Майкл Брейк Шон Керкем Алекс Кеннеди Джо Райт Айзек Грейнджер Брук Робертсон Стивен Джонс Кейлеб Шеперд (рулевой) | 1                     | 5:36,28               | 3                     | 1                | 5:56,94          | 3                | не проводится | не проводится | не проводится | не проводится  | не проводится  | не проводится  | Финал      | Финал   | 6              |
| восьмёрки            | Том Мюррей Майкл Брейк Шон Керкем Алекс Кеннеди Джо Райт Айзек Грейнджер Брук Робертсон Стивен Джонс Кейлеб Шеперд (рулевой) | 1                     | 5:36,28               | 3                     | 1                | 5:56,94          | 3                | не проводится | не проводится | не проводится | не проводится  | не проводится  | не проводится  | 5:36,64    | 6       | 6              |

Женщины
| Соревнование              | Спортсмены | Предварительный заезд | Предварительный заезд | Предварительный заезд | Отборочный заезд | Отборочный заезд | Отборочный заезд | Четвертьфинал | Четвертьфинал | Четвертьфинал | Полуфинал     | Полуфинал     | Полуфинал     | Финал   | Финал   | Итоговое место |
| Соревнование              | Спортсмены | Заезд                 | Время                 | Место                 | Заезд            | Время            | Место            | Заезд         | Время         | Место         | Заезд         | Время         | Место         | Время   | Место   | Итоговое место |
| ------------------------- | --- | --------------------- | --------------------- | --------------------- | ---------------- | ---------------- | ---------------- | ------------- | ------------- | ------------- | ------------- | ------------- | ------------- | ------- | ------- | -------------- |
| одиночки                  | Эмма Твигг | 6                     | 8:17,02               | 1 Q                   | не участвовала   | не участвовала   | не участвовала   | 1             | 7:31,79       | 1 Q           | Полуфинал     | Полуфинал     | Полуфинал     | Финал A | Финал A | 4              |
| одиночки                  | Эмма Твигг | 6                     | 8:17,02               | 1 Q                   | не участвовала   | не участвовала   | не участвовала   | 1             | 7:31,79       | 1 Q           | 1             | 7:48,20       | 2 Q           | 7:24,48 | 4       | 4              |
| двойки                    | Женевьев Берент Ребекка Скоун | 2                     | 7:09,23               | 1 Q                   | не участвовали   | не участвовали   | не участвовали   | не проводится | не проводится | не проводится | 2             | 7:29,67       | 2 Q           | Финал A | Финал A | 2              |
| двойки                    | Женевьев Берент Ребекка Скоун | 2                     | 7:09,23               | 1 Q                   | не участвовали   | не участвовали   | не участвовали   | не проводится | не проводится | не проводится | 2             | 7:29,67       | 2 Q           | 7:19,53 | 2       | 2              |
| двойки парные             | Ив Макфарлейн Зои Стивенсон | 3                     | 7:14,31               | 1 Q                   | не участвовали   | не участвовали   | не участвовали   | не проводится | не проводится | не проводится | 1             | 6:52,97       | 4             | Финал B | Финал B | 12             |
| двойки парные             | Ив Макфарлейн Зои Стивенсон | 3                     | 7:14,31               | 1 Q                   | не участвовали   | не участвовали   | не участвовали   | не проводится | не проводится | не проводится | 1             | 6:52,97       | 4             | 7:50,74 | 6       | 12             |
| двойки парные, лёгкий вес | Софи Маккензи Джулия Эдвард | 2                     | 7:02,01               | 2 Q                   | не участвовали   | не участвовали   | не участвовали   | не проводится | не проводится | не проводится | Полуфинал A/B | Полуфинал A/B | Полуфинал A/B | Финал   | Финал   | 4              |
| двойки парные, лёгкий вес | Софи Маккензи Джулия Эдвард | 2                     | 7:02,01               | 2 Q                   | не участвовали   | не участвовали   | не участвовали   | не проводится | не проводится | не проводится | 1             | 7:19,27       | 2 Q           | 7:10,61 | 4       | 4              |
| восьмёрки                 | Кайла Пратт Ребекка Скоун Руби Тью Келси Беван Грейс Прендергаст Керри Гаулер Женевьев Берент Эмма Дайк Франсис Тёрнер (рулевая) | 2                     | 6:12,05               | 2                     | 1                | 6:34,90          | 3 Q              | не проводится | не проводится | не проводится | не проводится | не проводится | не проводится | Финал   | Финал   | 4              |
| восьмёрки                 | Кайла Пратт Ребекка Скоун Руби Тью Келси Беван Грейс Прендергаст Керри Гаулер Женевьев Берент Эмма Дайк Франсис Тёрнер (рулевая) | 2                     | 6:12,05               | 2                     | 1                | 6:34,90          | 3 Q              | не проводится | не проводится | не проводится | не проводится | не проводится | не проводится | 6:05,48 | 4       | 4              |

### Велоспорт

#### Шоссейный велоспорт
Мужчины
| Соревнование    | Спортсмены     | Время   | Место | Отставание |
| --------------- | -------------- | ------- | ----- | ---------- |
| групповая гонка | Джордж Беннетт | 6:21:54 | 33    | +11:49     |
| групповая гонка | Зак Уильямс    | DNF     | DNF   | DNF        |

Женщины
| Соревнование     | Спортсмены      | Время    | Место | Отставание |
| ---------------- | --------------- | -------- | ----- | ---------- |
| групповая гонка  | Линда Виллумсен | 3:56:34  | 23    | +5:07      |
| раздельная гонка | Линда Виллумсен | 44:54,71 | 6     | +28,29     |

#### Трековый велоспорт
Командная гонка преследования
| Соревнование | Спортсмены                                          | Квалификация | Квалификация | Полуфинал      | Полуфинал | Финал          | Место |
| Соревнование | Спортсмены                                          | Время        | Место        | Соперник Время | Место     | Соперник Время | Место |
| ------------ | --------------------------------------------------- | ------------ | ------------ | -------------- | --------- | -------------- | ----- |
| мужчины      | Питер Буллинг Аарон Гейт Дилан Кеннетт Реган Гоф    |              |              |                |           |                |       |
| женщины      | Рашли Бьюкенен Лорен Эллис Джейми Нильсен Ракел Шит |              |              |                |           |                |       |

Спринт
| Соревнование | Спортсмены    | Квалификация   | Квалификация | Раунд 1                 | Утешительный заезд       | Раунд 2                 | Утешительный заезд       | Четвертьфинал           | Полуфинал               | Финал                    | Место |
| Соревнование | Спортсмены    | Время Скорость | Место        | Соперник Время Скорость | Соперники Время Скорость | Соперник Время Скорость | Соперники Время Скорость | Соперник Время Скорость | Соперник Время Скорость | Соперники Время Скорость | Место |
| ------------ | ------------- | -------------- | ------------ | ----------------------- | ------------------------ | ----------------------- | ------------------------ | ----------------------- | ----------------------- | ------------------------ | ----- |
| мужчины      | Сэм Уэбстер   |                |              |                         |                          |                         |                          |                         |                         |                          |       |
| мужчины      | Эдди Доукинс  |                |              |                         |                          |                         |                          |                         |                         |                          |       |
| женщины      | Наташа Хансен |                |              |                         |                          |                         |                          |                         |                         |                          |       |
| женщины      | Оливия Подмор |                |              |                         |                          |                         |                          |                         |                         |                          |       |

Командный спринт
| Соревнование | Спортсмены                            | Квалификация   | Квалификация | Полуфинал               | Полуфинал | Финал                   | Место |
| Соревнование | Спортсмены                            | Время Скорость | Место        | Соперник Время Скорость | Место     | Соперник Время Скорость | Место |
| ------------ | ------------------------------------- | -------------- | ------------ | ----------------------- | --------- | ----------------------- | ----- |
| мужчины      | Итан Митчелл Сэм Уэбстер Эдди Доукинс |                |              |                         |           |                         |       |
| женщины      | Наташа Хансен Оливия Подмор           |                |              |                         |           |                         |       |

Кейрин
| Соревнование | Спортсмены    | Первый раунд | Первый раунд | Утешительный заезд | Утешительный заезд | Второй раунд | Второй раунд | Финал | Итоговое место |
| Соревнование | Спортсмены    | Заезд        | Место        | Заезд              | Место              | Заезд        | Место        | Место | Итоговое место |
| ------------ | ------------- | ------------ | ------------ | ------------------ | ------------------ | ------------ | ------------ | ----- | -------------- |
| мужчины      | Сэм Уэбстер   |              |              |                    |                    |              |              |       |                |
| мужчины      | Эдди Доукинс  |              |              |                    |                    |              |              |       |                |
| женщины      | Наташа Хансен |              |              |                    |                    |              |              |       |                |
| женщины      | Оливия Подмор |              |              |                    |                    |              |              |       |                |

Омниум
| Соревнование | Спортсмены    | Круг с хода | Круг с хода | Гонка по очкам | Гонка по очкам | Гонка с выбыванием | Гонка преследования | Гонка преследования | Скретч | Гит с места | Гит с места | Сумма очков | Итоговое место |
| Соревнование | Спортсмены    | Время       | Место       | Очки           | Место          | Место              | Время               | Место               | Место  | Время       | Место       | Сумма очков | Итоговое место |
| ------------ | ------------- | ----------- | ----------- | -------------- | -------------- | ------------------ | ------------------- | ------------------- | ------ | ----------- | ----------- | ----------- | -------------- |
| мужчины      | Дилан Кеннетт |             |             |                |                |                    |                     |                     |        |             |             |             |                |
| женщины      | Лорен Эллис   |             |             |                |                |                    |                     |                     |        |             |             |             |                |

#### Маунтинбайк
Мужчины
| Соревнование | Спортсмены   | Время | Место | Отставание |
| ------------ | ------------ | ----- | ----- | ---------- |
| кросс-кантри | Самуэль Гейз |       |       |            |

#### BMX
Мужчины
| Соревнование | Спортсмены  | Квалификация | Квалификация | 1\4 финала | 1\4 финала  | 1\4 финала  | 1\4 финала  | 1\4 финала  | 1\4 финала  | 1\4 финала | 1\4 финала | 1\2 финала | 1\2 финала  | 1\2 финала  | 1\2 финала  | 1\2 финала | 1\2 финала | Финал | Финал | Место |
| Соревнование | Спортсмены  | Время        | Место        | Заезд      | 1 гонка     | 2 гонка     | 3 гонка     | 4 гонка     | 5 гонка     | Всего      | Место      | Заезд      | 1 гонка     | 2 гонка     | 3 гонка     | Всего      | Место      | Финал | Финал | Место |
| Соревнование | Спортсмены  | Время        | Место        | Заезд      | Время Место | Время Место | Время Место | Время Место | Время Место | Всего      | Место      | Заезд      | Время Место | Время Место | Время Место | Всего      | Место      | Время | Место | Место |
| ------------ | ----------- | ------------ | ------------ | ---------- | ----------- | ----------- | ----------- | ----------- | ----------- | ---------- | ---------- | ---------- | ----------- | ----------- | ----------- | ---------- | ---------- | ----- | ----- | ----- |
| BMX          | Трент Джонс |              |              |            |             |             |             |             |             |            |            |            |             |             |             |            |            |       |       |       |

### Водные виды спорта

#### Плавание
В следующий раунд на каждой дистанции проходят спортсмены, показавшие лучший результат, независимо от места, занятого в своём заплыве.
Мужчины
| Дистанция                        | Спортсмены     | Предварительный раунд | Предварительный раунд | Предварительный раунд | Полуфинал            | Полуфинал            | Полуфинал            | Финал                | Финал                |
| Дистанция                        | Спортсмены     | Заплыв                | Результат             | Место                 | Заплыв               | Результат            | Место                | Результат            | Место                |
| -------------------------------- | -------------- | --------------------- | --------------------- | --------------------- | -------------------- | -------------------- | -------------------- | -------------------- | -------------------- |
| 100 метров вольным стилем        | Мэттью Стэнли  | 4                     | 50,14                 | 42                    | Завершил выступление | Завершил выступление | Завершил выступление | Завершил выступление | Завершил выступление |
| 200 метров вольным стилем        | Мэттью Стэнли  | 3                     | 1:47,37               | 20                    | Завершил выступление | Завершил выступление | Завершил выступление | Завершил выступление | Завершил выступление |
| 400 метров вольным стилем        | Мэттью Хатчинс | 4                     | 3:48,25               | 19                    | Не проводится        | Не проводится        | Не проводится        | Завершил выступление | Завершил выступление |
| 1500 метров вольным стилем       | Мэттью Хатчинс | 1                     | 15:32,60              | 38                    | Не проводится        | Не проводится        | Не проводится        | Завершил выступление | Завершил выступление |
| 200 метров баттерфляем           | Брэдли Эшби    | 1                     | 2:01,22               | 29                    | Завершил выступление | Завершил выступление | Завершил выступление | Завершил выступление | Завершил выступление |
| 200 метров комплексным плаванием | Брэдли Эшби    | 4                     | 1:59,77               | 16 Q                  | 1                    | 2:00,45              | 14                   | Завершил выступление | Завершил выступление |
| 100 метров на спине              | Кори Мейн      | 2                     | 53,99                 | 16 Q                  | 1                    | 54,29                | 15                   | Завершил выступление | Завершил выступление |
| 200 метров на спине              | Кори Мейн      | 4                     | 1:57,51               | 15 Q                  | 2                    | 1:58,08              | 14                   | Завершил выступление | Завершил выступление |
| 100 метров брассом               | Гленн Снайдерс | 4                     | 1:00,26               | 16 Q                  | 1                    | 1:00,50              | 15                   | Завершил выступление | Завершил выступление |
| 200 метров брассом               | Гленн Снайдерс | 1                     | 2:12,47               | 23                    | Завершил выступление | Завершил выступление | Завершил выступление | Завершил выступление | Завершил выступление |

Открытая вода
| Дистанция     | Спортсмены   | Результат | Место | Отставание |
| ------------- | ------------ | --------- | ----- | ---------- |
| 10 километров | Кейн Рэдфорд | 1:53:18,7 | 19    | +18,9      |

Женщины
| Дистанция                 | Спортсмены    | Предварительный раунд | Предварительный раунд | Предварительный раунд | Полуфинал             | Полуфинал             | Полуфинал             | Финал                 | Финал                 |
| Дистанция                 | Спортсмены    | Заплыв                | Результат             | Место                 | Заплыв                | Результат             | Место                 | Результат             | Место                 |
| ------------------------- | ------------- | --------------------- | --------------------- | --------------------- | --------------------- | --------------------- | --------------------- | --------------------- | --------------------- |
| 400 метров вольным стилем | Лорен Бойл    | 4                     | 4:07,90               | 14                    | Не проводится         | Не проводится         | Не проводится         | Завершила выступление | Завершила выступление |
| 800 метров вольным стилем | Лорен Бойл    | 3                     | 8:25,84               | 9                     | Не проводится         | Не проводится         | Не проводится         | Завершила выступление | Завершила выступление |
| 800 метров вольным стилем | Эмма Робинсон | 2                     | 8:33,73               | 16                    | Не проводится         | Не проводится         | Не проводится         | Завершила выступление | Завершила выступление |
| 100 метров баттерфляем    | Элена Гассон  | 3                     | 59,82                 | 32                    | Завершила выступление | Завершила выступление | Завершила выступление | Завершила выступление | Завершила выступление |
| 200 метров баттерфляем    | Элена Гассон  | 1                     | 2:12,18               | 25                    | Завершила выступление | Завершила выступление | Завершила выступление | Завершила выступление | Завершила выступление |

#### Прыжки в воду
Женщины
| Соревнование      | Спортсмены   | Предварительный раунд | Предварительный раунд | Полуфинал | Полуфинал | Финал     | Финал |
| Соревнование      | Спортсмены   | Результат             | Место                 | Результат | Место     | Результат | Место |
| ----------------- | ------------ | --------------------- | --------------------- | --------- | --------- | --------- | ----- |
| трамплин, 3 метра | Элизабет Кюи |                       |                       |           |           |           |       |

### Гимнастика

#### Спортивная гимнастика
В квалификационном раунде проходил отбор, как в финал командного многоборья, так и в финалы личных дисциплин. В финал индивидуального многоборья отбиралось 24 спортсмена с наивысшими результатами, а в финалы отдельных упражнений по 8 спортсменов, причём в финале личных дисциплин страна не могла быть представлена более, чем 2 спортсменами. В командном многоборье в квалификации на каждом снаряде выступали по 4 спортсмена, а в зачёт шли три лучших результата. В финале командных соревнований на каждом снаряде выступало по три спортсмена и все три результата шли в зачёт.
Мужчины
Многоборья
| Соревнование      | Спортсмены     | Квалификация        | Квалификация | Квалификация | Квалификация   | Квалификация        | Квалификация | Квалификация | Квалификация | Финал                | Финал                | Финал                | Финал                | Финал                | Финал                | Финал                | Финал                |
| Соревнование      | Спортсмены     | Вольные выступления | Конь         | Кольца       | Опорный прыжок | Параллельные брусья | Перекладина  | Всего        | Место        | Вольные выступления  | Конь                 | Кольца               | Опорный прыжок       | Параллельные брусья  | Перекладина          | Всего                | Место                |
| ----------------- | -------------- | ------------------- | ------------ | ------------ | -------------- | ------------------- | ------------ | ------------ | ------------ | -------------------- | -------------------- | -------------------- | -------------------- | -------------------- | -------------------- | -------------------- | -------------------- |
| личное многоборье | Михаил Кудинов | 13,200              | 12,600       | 13,433       | 14,133         | 14,700              | 12,833       | 80,899       | 45           | завершил выступление | завершил выступление | завершил выступление | завершил выступление | завершил выступление | завершил выступление | завершил выступление | завершил выступление |

Индивидуальные упражнения
| Соревнование        | Спортсмены     | Квалификация | Квалификация | Финал                | Финал                |
| Соревнование        | Спортсмены     | Очки         | Место        | Очки                 | Место                |
| ------------------- | -------------- | ------------ | ------------ | -------------------- | -------------------- |
| вольные упражнения  | Михаил Кудинов | 13,200       | 61           | завершил выступление | завершил выступление |
| конь                | Михаил Кудинов | 12,600       | 66           | завершил выступление | завершил выступление |
| кольца              | Михаил Кудинов | 13,433       | 62           | завершил выступление | завершил выступление |
| опорный прыжок      | Михаил Кудинов | 13,799       | 16           | завершил выступление | завершил выступление |
| параллельные брусья | Михаил Кудинов | 14,700       | 40           | завершил выступление | завершил выступление |
| перекладина         | Михаил Кудинов | 12,833       | 67           | завершил выступление | завершил выступление |

Женщины
Многоборья
| Соревнование      | Спортсмены       | Квалификация   | Квалификация        | Квалификация | Квалификация       | Квалификация | Квалификация | Финал                 | Финал                 | Финал                 | Финал                 | Финал                 | Финал                 |
| Соревнование      | Спортсмены       | Опорный прыжок | Разновысокие брусья | Бревно       | Вольные упражнения | Всего        | Место        | Опорный прыжок        | Разновысокие брусья   | Бревно                | Вольные упражнения    | Всего                 | Место                 |
| ----------------- | ---------------- | -------------- | ------------------- | ------------ | ------------------ | ------------ | ------------ | --------------------- | --------------------- | --------------------- | --------------------- | --------------------- | --------------------- |
| личное многоборье | Кортни Макгрегор | 14,666         | 12,433              | 13,000       | 13,066             | 53,165       | 41           | завершила выступление | завершила выступление | завершила выступление | завершила выступление | завершила выступление | завершила выступление |

Индивидуальные упражнения
| Соревнование        | Спортсмены       | Квалификация | Квалификация | Финал                 | Финал                 |
| Соревнование        | Спортсмены       | Очки         | Место        | Очки                  | Место                 |
| ------------------- | ---------------- | ------------ | ------------ | --------------------- | --------------------- |
| опорный прыжок      | Кортни Макгрегор | 14,533       | 13           | завершила выступление | завершила выступление |
| разновысокие брусья | Кортни Макгрегор | 12,433       | 70           | завершила выступление | завершила выступление |
| бревно              | Кортни Макгрегор | 13,000       | 61           | завершила выступление | завершила выступление |
| вольные упражнения  | Кортни Макгрегор | 13,066       | 57           | завершила выступление | завершила выступление |

#### Прыжки на батуте
Мужчины
| Соревнование      | Спортсмены | Квалификация | Квалификация | Финал | Финал |
| Соревнование      | Спортсмены | Очки         | Место        | Очки  | Место |
| ----------------- | ---------- | ------------ | ------------ | ----- | ----- |
| личное первенство |            |              |              |       |       |

### Гольф
Последний раз соревнования по гольфу в рамках Олимпийских игр проходили в 1904 году. Соревнования гольфистов пройдут на 18-луночном поле, со счётом 72 пар. Каждый участник пройдёт все 18 лунок по 4 раза.
Мужчины
| Соревнование | Спортсмены | Первый раунд | Первый раунд | Второй раунд | Второй раунд | Третий раунд | Третий раунд | Четвёртый раунд | Четвёртый раунд | Итоговый результат | Итоговое место |
| Соревнование | Спортсмены | Очки         | Место        | Очки         | Место        | Очки         | Место        | Очки            | Место           | Итоговый результат | Итоговое место |
| ------------ | ---------- | ------------ | ------------ | ------------ | ------------ | ------------ | ------------ | --------------- | --------------- | ------------------ | -------------- |
| мужчины      | Дэнни Ли   | 72           | 34           | 65           | 1            | 76           | 53           | 69              | 23              | 282                | 27             |
| мужчины      | Райан Фокс | 70           | 17           | 73           | 46           | 74           | 44           | 68              | 14              | 285                | 39             |

Женщины
| Соревнование | Спортсмены | Первый раунд | Первый раунд | Второй раунд | Второй раунд | Третий раунд | Третий раунд | Четвёртый раунд | Четвёртый раунд | Итоговый результат | Итоговое место |
| Соревнование | Спортсмены | Очки         | Место        | Очки         | Место        | Очки         | Место        | Очки            | Место           | Итоговый результат | Итоговое место |
| ------------ | ---------- | ------------ | ------------ | ------------ | ------------ | ------------ | ------------ | --------------- | --------------- | ------------------ | -------------- |
| женщины      | Лидия Ко   | 69           | 11           | 70           | 31           | 65           | 1            | 69              | 12              | 273                | 2              |

### Гребля на байдарках и каноэ

#### Гребля на гладкой воде
Соревнования по гребле на байдарках и каноэ на гладкой воде проходят в лагуне Родригу-ди-Фрейташ, которая находится на территории города Рио-де-Жанейро. В каждой дисциплине соревнования проходят в три этапа: предварительный раунд, полуфинал и финал.
Мужчины
| Соревнование                   | Спортсмены      | Предварительный раунд | Предварительный раунд | Предварительный раунд | Полуфинал            | Полуфинал            | Полуфинал            | Финал                | Финал                | Итоговое место       |
| Соревнование                   | Спортсмены      | Заплыв                | Время                 | Место                 | Заплыв               | Время                | Место                | Время                | Место                | Итоговое место       |
| ------------------------------ | --------------- | --------------------- | --------------------- | --------------------- | -------------------- | -------------------- | -------------------- | -------------------- | -------------------- | -------------------- |
| байдарки-одиночки, 1000 метров | Марти Макдауэлл | 3                     | 3:39,588              | 7                     | Завершил выступление | Завершил выступление | Завершил выступление | Завершил выступление | Завершил выступление | Завершил выступление |

Женщины
| Соревнование                  | Спортсмены                                        | Предварительный раунд | Предварительный раунд | Предварительный раунд | Полуфинал | Полуфинал | Полуфинал | Финал    | Финал | Итоговое место |
| Соревнование                  | Спортсмены                                        | Заплыв                | Время                 | Место                 | Заплыв    | Время     | Место     | Время    | Место | Итоговое место |
| ----------------------------- | ------------------------------------------------- | --------------------- | --------------------- | --------------------- | --------- | --------- | --------- | -------- | ----- | -------------- |
| байдарки-одиночки, 200 метров | Лиза Кэррингтон                                   | 1                     | 40,422                | 1                     | 3         | 39,561    | 1         | 39,864   | 1     | 1              |
| байдарки-одиночки, 500 метров | Лиза Кэррингтон                                   | 1                     | 1:54,765              | 1                     | 1         | 1:56,155  | 2         | 1:54,372 | 3     | 3              |
| байдарки-четвёрки, 500 метров | Джейми Лаветт Кейтлин Райан Эйми Фишер Кайла Имри | 1                     | 1:33,782              | 3                     | 1         | 1:34,778  | 1         | 1:38,198 | 5     | 5              |

#### Гребной слалом
Квалификационный раунд проходил в две попытки. Результат в каждой попытке складывался из времени, затраченного на прохождение трассы и суммы штрафных очков, которые спортсмен получал за неправильное прохождение ворот. Одно штрафное очко равнялось одной секунде. Из 2 попыток выбирался лучший результат, по результатам которого, выявлялись спортсмены с наименьшим количеством очков, которые проходили в следующий раунд. В полуфинале гребцы выполняли по одной попытки. В финал проходили спортсмены с наименьшим результатом.
Мужчины
| Соревнование      | Спортсмены   | Предварительный этап | Предварительный этап | Предварительный этап | Предварительный этап | Предварительный этап | Предварительный этап | Предварительный этап | Полуфинал | Полуфинал | Полуфинал | Полуфинал | Финал | Финал | Финал | Финал |
| Соревнование      | Спортсмены   | 1 попытка            | 1 попытка            | 1 попытка            | 2 попытка            | 2 попытка            | 2 попытка            | Место                | Полуфинал | Полуфинал | Полуфинал | Полуфинал | Финал | Финал | Финал | Финал |
| Соревнование      | Спортсмены   | Время                | Штраф                | Итог                 | Время                | Штраф                | Итог                 | Место                | Время     | Штраф     | Итог      | Место     | Время | Штраф | Итог  | Место |
| ----------------- | ------------ | -------------------- | -------------------- | -------------------- | -------------------- | -------------------- | -------------------- | -------------------- | --------- | --------- | --------- | --------- | ----- | ----- | ----- | ----- |
| байдарки-одиночки | Майкл Доусон | 88,91                | 0                    | 88,91                | 90,86                | 0                    | 90,86                | 8 Q                  | 91,47     | 0         | 91,47     | 5 Q       | 93,07 | 0     | 93,07 | 10    |

Женщины
| Соревнование      | Спортсмены  | Предварительный этап | Предварительный этап | Предварительный этап | Предварительный этап | Предварительный этап | Предварительный этап | Предварительный этап | Полуфинал | Полуфинал | Полуфинал | Полуфинал | Финал  | Финал | Финал  | Финал |
| Соревнование      | Спортсмены  | 1 попытка            | 1 попытка            | 1 попытка            | 2 попытка            | 2 попытка            | 2 попытка            | Место                | Полуфинал | Полуфинал | Полуфинал | Полуфинал | Финал  | Финал | Финал  | Финал |
| Соревнование      | Спортсмены  | Время                | Штраф                | Итог                 | Время                | Штраф                | Итог                 | Место                | Время     | Штраф     | Итог      | Место     | Время  | Штраф | Итог   | Место |
| ----------------- | ----------- | -------------------- | -------------------- | -------------------- | -------------------- | -------------------- | -------------------- | -------------------- | --------- | --------- | --------- | --------- | ------ | ----- | ------ | ----- |
| байдарки-одиночки | Луука Джонс | 100,59               | 0                    | 100,59               | 99,96                | 2                    | 101,96               | 4 Q                  | 106,05    | 2         | 108,05    | 7 Q       | 101,82 | 0     | 101,82 | 2     |

### Дзюдо
Соревнования по дзюдо проводились по системе с выбыванием. В утешительные раунды попадали спортсмены, проигравшие полуфиналистам турнира. Два спортсмена, одержавших победу в утешительном раунде, в поединке за бронзу сражались с дзюдоистами, проигравшими в полуфинале.
Женщины
| Категория | Спортсмены      | 1/16 финала               | 1/8 финала               | Четвертьфинал         | Полуфинал             | Финал                 | Место |
| Категория | Спортсмены      | Соперник Результат        | Соперник Результат       | Соперник Результат    | Соперник Результат    | Соперник Результат    | Место |
| --------- | --------------- | ------------------------- | ------------------------ | --------------------- | --------------------- | --------------------- | ----- |
| до 57 кг  | Дарсина Мануэль | RUSИ. Заблудина В 001:000 | PORТ. Монтейру П 000:002 | завершила выступление | завершила выступление | завершила выступление | 9     |

### Конный спорт
Выездка
Соревнования по выездке включали в себе три теста высшего уровня сложности по системе Международной федерации конного спорта (FEI): Большой Приз (англ. Grand Prix), Переездка Большого Приза (англ. Grand Prix Special) и КЮР Большого приза (англ. Grand Prix Freestyle). Итоговая оценка в каждом из тестов рассчитывалась, как среднее арифметическое значение оценок семи судей.
| Соревнование   | Спортсмены                        | Большой Приз | Большой Приз | Переездка Большого Приза | Переездка Большого Приза | КЮР Большого Приза    | КЮР Большого Приза    |
| Соревнование   | Спортсмены                        | Результат    | Место        | Результат                | Место                    | Результат             | Место                 |
| -------------- | --------------------------------- | ------------ | ------------ | ------------------------ | ------------------------ | --------------------- | --------------------- |
| личная выездка | Джули Бруэм лошадь — Vom Feinsten | 68,543       | 44           | завершила выступление    | завершила выступление    | завершила выступление | завершила выступление |

Троеборье
Троеборье состоит из манежной езды, полевых испытаний и конкура. В выездке оценивается степень контроля всадника над лошадью и способность выполнить обязательные элементы выступления. Также при выступлении оценивается внешний вид лошади и всадника. Жюри выставляет, как положительные оценки за удачно выполненные упражнения, так и штрафные баллы за различного рода ошибки. После окончания выступления по специальной формуле вычисляется количество штрафных очков. Соревнования по кроссу требуют от лошади и её наездника высокой степени физической подготовленности и выносливости. Дистанция для кросса достаточно протяжённая и имеет множество препятствий различного типа. Штрафные очки во время кросса начисляются за сбитые препятствия, за превышение лимита времени и за опасную езду. В конкуре за каждое сбитое препятствие спортсмену начисляются 4 штрафных балла, а за превышение лимита времени 1 штрафное очко (за каждую каждую, сверх нормы времени, начатую секунду).
| Соревнование        | Спортсмены                                       | Выездка | Кросс  | Кросс | Конкур               | Конкур               | Финальный конкур     | Финальный конкур     | Всего                | Всего                |                      |                      |
| Соревнование        | Спортсмены                                       | Штраф   | Штраф  | Штраф | Штраф                | Штраф                | Штраф                | Штраф                | Всего                | Всего                |                      |                      |
| Соревнование        | Спортсмены                                       | Баллы   | Прыжки | Время | Прыжки               | Время                | Прыжки               | Время                | Результат            | Место                |                      |                      |
| ------------------- | ------------------------------------------------ | ------- | ------ | ----- | -------------------- | -------------------- | -------------------- | -------------------- | -------------------- | -------------------- | -------------------- | -------------------- |
| личное троеборье    | Кларк Джонстон лошадь — Balmoral Sensation       | 46,50   | 0,00   | 4,80  | 0                    | 0,00                 | 8                    | 0,00                 | 59,30                | 6                    |                      |                      |
| личное троеборье    | Марк Тодд лошадь — Leonidas II                   | 44,00   | 0,00   | 2,00  | 16                   | 0,00                 | 0                    | 0,00                 | 62,00                | 7                    |                      |                      |
| личное троеборье    | Джонелл Прайс лошадь — Faerie Dianimo            | 49,50   | 0,00   | 8,00  | 8                    | 0,00                 | 8                    | 0,00                 | 73,50                | 17                   |                      |                      |
| личное троеборье    | Тим Прайс лошадь — Ringwood Sky Boy              | 47,00   | DSQ    | DSQ   | завершил выступление | завершил выступление | завершил выступление | завершил выступление | завершил выступление | завершил выступление | завершил выступление | завершил выступление |
| командное троеборье | Кларк Джонстон Джонелл Прайс Тим Прайс Марк Тодд | 137,50  | 14,80  | 14,80 | 24,00                | 24,00                | не проводится        | не проводится        | 178,80               | 4                    |                      |                      |

### Лёгкая атлетика
Мужчины
Беговые дисциплины
| Дисциплина           | Спортсмен       | Предварительный раунд | Предварительный раунд | Предварительный раунд | Четвертьфиналы | Четвертьфиналы | Четвертьфиналы | Полуфиналы           | Полуфиналы           | Полуфиналы           | Финал                | Финал                |
| Дисциплина           | Спортсмен       | Забег                 | Время                 | Место                 | Забег          | Время          | Место          | Забег                | Время                | Место                | Время                | Место                |
| -------------------- | --------------- | --------------------- | --------------------- | --------------------- | -------------- | -------------- | -------------- | -------------------- | -------------------- | -------------------- | -------------------- | -------------------- |
| бег на 1500 метров   | Хамиш Карсон    | 2                     | 3:48,18               | 8                     | Не проводится  | Не проводится  | Не проводится  | Завершил выступление | Завершил выступление | Завершил выступление | Завершил выступление | Завершил выступление |
| бег на 1500 метров   | Джулиан Мэттьюс | 1                     | 3:40,40               | 9                     | Не проводится  | Не проводится  | Не проводится  | Завершил выступление | Завершил выступление | Завершил выступление | Завершил выступление | Завершил выступление |
| бег на 1500 метров   | Николас Уиллис  | 3                     | 3:38,55               | 6                     | Не проводится  | Не проводится  | Не проводится  | 1                    | 3:39,96              | 3                    | 3:50,24              | 3                    |
| бег на 10 000 метров | Зейн Робертсон  | Не проводится         | Не проводится         | Не проводится         | Не проводится  | Не проводится  | Не проводится  | Не проводится        | Не проводится        | Не проводится        | 27:33,67             | 12                   |

Шоссейные дисциплины
| Дисциплина              | Спортсмен  | Время   | Место | Отставание |
| ----------------------- | ---------- | ------- | ----- | ---------- |
| ходьба на 20 километров | Квентин Рю | DSQ     | DSQ   | DSQ        |
| ходьба на 50 километров | Квентин Рю | 3:49:32 | 12    | 8:34       |

Технические дисциплины
| Дисциплина    | Спортсмен      | Квалификация | Квалификация | Финал                | Финал                |
| Дисциплина    | Спортсмен      | Результат    | Место        | Результат            | Место                |
| ------------- | -------------- | ------------ | ------------ | -------------------- | -------------------- |
| толкание ядра | Джексон Гилл   | 20,80        | 4            | 20,50                | 9                    |
| толкание ядра | Томас Уолш     | 21,03        | 2            | 21,36                | 3                    |
| метание копья | Стюарт Фаркуар | 77,32        | 29           | Завершил выступление | Завершил выступление |

Женщины
Беговые дисциплины
| Дисциплина         | Спортсмен     | Предварительный раунд | Предварительный раунд | Предварительный раунд | Четвертьфиналы | Четвертьфиналы | Четвертьфиналы | Полуфиналы            | Полуфиналы            | Полуфиналы            | Финал                 | Финал                 |
| Дисциплина         | Спортсмен     | Забег                 | Время                 | Место                 | Забег          | Время          | Место          | Забег                 | Время                 | Место                 | Время                 | Место                 |
| ------------------ | ------------- | --------------------- | --------------------- | --------------------- | -------------- | -------------- | -------------- | --------------------- | --------------------- | --------------------- | --------------------- | --------------------- |
| бег на 800 метров  | Анджела Петти | 1                     | 2:02,40               | 4                     | Не проводится  | Не проводится  | Не проводится  | Завершила выступление | Завершила выступление | Завершила выступление | Завершила выступление | Завершила выступление |
| бег на 1500 метров | Никки Гамблин | 2                     | 4:11,88               | 13                    | Не проводится  | Не проводится  | Не проводится  | Завершила выступление | Завершила выступление | Завершила выступление | Завершила выступление | Завершила выступление |
| бег на 5000 метров | Никки Гамблин | 2                     | 16:43,61              | 15                    | Не проводится  | Не проводится  | Не проводится  | Не проводится         | Не проводится         | Не проводится         | 16:14,24              | 17                    |
| бег на 5000 метров | Люси Оливер   | 1                     | 15:53,77              | 14                    | Не проводится  | Не проводится  | Не проводится  | Не проводится         | Не проводится         | Не проводится         | Завершила выступление | Завершила выступление |

Шоссейные дисциплины
| Дисциплина              | Спортсмен    | Время   | Место | Отставание |
| ----------------------- | ------------ | ------- | ----- | ---------- |
| ходьба на 20 километров | Алана Барбер | 1:35:55 | 35    | 7:20       |

Технические дисциплины
| Дисциплина      | Спортсмен       | Квалификация | Квалификация | Финал     | Финал |
| Дисциплина      | Спортсмен       | Результат    | Место        | Результат | Место |
| --------------- | --------------- | ------------ | ------------ | --------- | ----- |
| прыжок с шестом | Элиза Маккартни | 4,60         | 5            | 4,80      | 3     |
| толкание ядра   | Валери Адамс    | 19,74        | 1            | 20,42     | 2     |

### Парусный спорт
Соревнования по парусному спорту в каждом из классов состояли из 10 гонок, за исключением класса 49-й, где проводилось 12 заездов. В каждой гонке спортсмены начинали заплыв с общего старта. Победителем каждой из гонок становился экипаж, первым пересекший финишную черту. Количество очков, идущих в общий зачёт, соответствовало занятому командой месту. 10 лучших экипажей по результатам 10 заплывов попадали в медальную гонку, результаты которой также шли в общий зачёт. В медальной гонке, очки, полученные экипажем удваивались. В случае если участник соревнований не смог завершить гонку ему начислялось количество очков, равное количеству участников плюс один. При итоговом подсчёте очков не учитывался худший результат, показанный экипажем в одной из гонок. Сборная, набравшая наименьшее количество очков, становится олимпийским чемпионом.
Впервые за 36 лет страна не выставила ни одного участника в дисциплине «парусная доска».
Мужчины
| Класс | Спортсмены                     | Гонка | Гонка | Гонка | Гонка | Гонка | Гонка | Гонка | Гонка | Гонка | Гонка | Гонка         | Гонка         | Гонка | Очки | Место  |
| Класс | Спортсмены                     | 1     | 2     | 3     | 4     | 5     | 6     | 7     | 8     | 9     | 10    | 11            | 12            | M     | Очки | Место  |
| ----- | ------------------------------ | ----- | ----- | ----- | ----- | ----- | ----- | ----- | ----- | ----- | ----- | ------------- | ------------- | ----- | ---- | ------ |
| 470   | Пол Сноу-Хансен Дэниел Уилкокс |       |       |       |       |       |       |       |       |       |       | Не проводится | Не проводится |       |      |        |
| Лазер | Сэм Мич                        |       |       |       |       |       |       |       |       |       |       | Не проводится | Не проводится |       |      | Бронза |
| Финн  |                                |       |       |       |       |       |       |       |       |       |       | Не проводится | Не проводится |       |      |        |
| 49-й  | Питер Бёрлинг Блэр Тьюк        |       |       |       |       |       |       |       |       |       |       |               |               |       |      | Золото |

Женщины
| Класс   | Спортсмены                   | Гонка | Гонка | Гонка | Гонка | Гонка | Гонка | Гонка | Гонка | Гонка | Гонка | Гонка         | Гонка         | Гонка | Очки | Место   |
| Класс   | Спортсмены                   | 1     | 2     | 3     | 4     | 5     | 6     | 7     | 8     | 9     | 10    | 11            | 12            | M     | Очки | Место   |
| ------- | ---------------------------- | ----- | ----- | ----- | ----- | ----- | ----- | ----- | ----- | ----- | ----- | ------------- | ------------- | ----- | ---- | ------- |
| 470     | Джоанна Алех Оливия Поури    |       |       |       |       |       |       |       |       |       |       | Не проводится | Не проводится |       |      | Серебро |
| 49-й FX | Александра Мэлоуни Молли Мич |       |       |       |       |       |       |       |       |       |       |               |               |       |      | Серебро |

Открытый класс
Соревнования в олимпийском классе катамаранов Накра 17 дебютируют в программе летних Олимпийских игр. Каждый экипаж представлен смешанным дуэтом яхтсменов.
| Класс    | Спортсмены                   | Гонка | Гонка | Гонка | Гонка | Гонка | Гонка | Гонка | Гонка | Гонка | Гонка | Гонка | Очки | Место |
| Класс    | Спортсмены                   | 1     | 2     | 3     | 4     | 5     | 6     | 7     | 8     | 9     | 10    | M     | Очки | Место |
| -------- | ---------------------------- | ----- | ----- | ----- | ----- | ----- | ----- | ----- | ----- | ----- | ----- | ----- | ---- | ----- |
| Накра 17 | Джейсон Сондерс Джемма Джонс |       |       |       |       |       |       |       |       |       |       |       |      | 4     |

### Регби-7

##### Мужчины
Мужская сборная Новой Зеландии квалифицировалась на Игры, заняв третье место по итогам Мировой серии 2014/2015.
Состав
Результаты
Групповой этап (Группа C)
| Место | Команда        | И | В | Н | П | ОЗ | ОП | +/- | Очки |
| ----- | -------------- | - | - | - | - | -- | -- | --- | ---- |
| 1     | Великобритания | 3 | 3 | 0 | 0 | 73 | 45 | +28 | 9    |
| 2     | Япония         | 3 | 2 | 0 | 1 | 64 | 40 | +24 | 7    |
| 3     | Новая Зеландия | 3 | 1 | 0 | 2 | 59 | 40 | +19 | 5    |
| 4     | Кения          | 3 | 0 | 0 | 3 | 19 | 90 | -71 | 3    |

| 9 августа 2016 12:30 UTC-3                                           | \| Новая Зеландия \| 12:14 (7:7, 5:7) Протокол \| Япония \| \| Скотт Карри 6' · Акира Иоанне 10' · Гиллис Кака 6' · Гиллис Кака 11' \| Голы \| Тэруя Гото 4' · Камэли Соэдзима 13' · Ломано Лемеки 4' · Кацуюки Сакаи 13' \| | Стадион Деодоро, Рио-де-Жанейро Судьи: Мариус ван дер Вестхёйзен           |
| Новая Зеландия                                                       | 12:14 (7:7, 5:7) Протокол | Япония                                                                     |
| Скотт Карри 6' · Акира Иоанне 10' · Гиллис Кака 6' · Гиллис Кака 11' | Голы | Тэруя Гото 4' · Камэли Соэдзима 13' · Ломано Лемеки 4' · Кацуюки Сакаи 13' |

| 9 августа 2016 17:30 UTC-3                                                                                                   | \| Новая Зеландия \| 28:5 (14:5, 14:0) Протокол \| Кения \| \| Штрафная попытка 4' · Акира Иоанне 5' · Аугустин Пулу 11' · Льюис Ормонд 14+' · Аугустин Пулу 4', 5', 11' · Гиллис Кака 14+' \| Голы \| Коллинз Инджера 1' · Бико Адема 1' \| | Стадион Деодоро, Рио-де-Жанейро Судьи: Федерико Ансельми |
| Новая Зеландия | 28:5 (14:5, 14:0) Протокол | Кения                                                    |
| Штрафная попытка 4' · Акира Иоанне 5' · Аугустин Пулу 11' · Льюис Ормонд 14+' · Аугустин Пулу 4', 5', 11' · Гиллис Кака 14+' | Голы | Коллинз Инджера 1' · Бико Адема 1'                       |

| 10 августа 2016 12:30 UTC-3                                                                   | \| Новая Зеландия \| 19:21 (0:21, 19:0) Протокол \| Великобритания \| \| Акира Иоанне 10' · Риган Уэйр 11' · Льюис Ормонд 13' · Гиллис Кака 12', 14' · Гиллис Кака 10' \| Голы \| Марк Беннетт 3' · Джеймс Дэвис 6' · Дэн Нортон 7' · Том Митчелл 3', 6', 7+' \| | Стадион Деодоро, Рио-де-Жанейро Судьи: Крейг Жубер                          |
| Новая Зеландия                                                                                | 19:21 (0:21, 19:0) Протокол | Великобритания                                                              |
| Акира Иоанне 10' · Риган Уэйр 11' · Льюис Ормонд 13' · Гиллис Кака 12', 14' · Гиллис Кака 10' | Голы | Марк Беннетт 3' · Джеймс Дэвис 6' · Дэн Нортон 7' · Том Митчелл 3', 6', 7+' |

Четвертьфинал
| 10 августа 2016 17:00 UTC-3                                                   | \| Фиджи \| 12:7 (5:7, 7:0) Протокол \| Новая Зеландия \| \| Осеа Колинисау 2' · Джерри Туваи 9' · Ватемо Равоувоу 3' · Осеа Колинисау 10' \| Голы \| Гиллис Кака 7' · Аугустин Пулу 7' \| | Стадион Деодоро, Рио-де-Жанейро Судьи: Раста Расивенге |
| Фиджи                                                                         | 12:7 (5:7, 7:0) Протокол | Новая Зеландия                                         |
| Осеа Колинисау 2' · Джерри Туваи 9' · Ватемо Равоувоу 3' · Осеа Колинисау 10' | Голы | Гиллис Кака 7' · Аугустин Пулу 7'                      |

##### Женщины
Женская сборная Новой Зеландии квалифицировалась на Игры, заняв первое место по итогам Мировой серии 2014/2015.
Состав
| Номер | Имя              | Дата рождения | Рост, см | Вес, кг | Клуб                     | Игры | Очки    | Очки       | Очки     | Очки  |
| Номер | Имя              | Дата рождения | Рост, см | Вес, кг | Клуб                     | Игры | Попытки | Реализации | Штрафные | Всего |
| ----- | ---------------- | ------------- | -------- | ------- | ------------------------ | ---- | ------- | ---------- | -------- | ----- |
| 1     | Руби Туи         | 13.12.1991    | 177      | 71      | Кентербери Крайстчерч    | 6    | 1       | 0          | 0        | 5     |
| 2     | Шакира Бейкер    | 04.01.1992    | 172      | 89      | Уаикато Гамильтон        | 5    | 0       | 0          | 0        | 0     |
| 3     | Терина Те Тамаки | 01.05.1997    | 165      | 67      | Уаикато Гамильтон        | 1    | 0       | 0          | 0        | 0     |
| 4     | Ниалл Уильямс    | 21.04.1988    | 173      | 74      | Окленд                   | 6    | 1       | 0          | 0        | 5     |
| 5     | Сара Госс        | 09.12.1992    | 176      | 73      | Манавату                 | 6    | 0       | 0          | 0        | 0     |
| 6     | Гейл Бротон      | 05.06.1996    | 174      | 70      | Таранаки                 | 4    | 1       | 0          | 0        | 5     |
| 7     | Тайла Натан-Вонг | 01.07.1994    | 163      | 58      | Окленд                   | 6    | 1       | 12/24      | 0        | 29    |
| 8     | Келли Брэйзер    | 28.10.1989    | 171      | 70      | Бей-оф-Пленти            | 6    | 1       | 1/2        | 0        | 7     |
| 9     | Хуриана Мануэль  | 08.08.1986    | 166      | 65      | Окленд                   | 6    | 3       | 0          | 0        | 15    |
| 10    | Тереза Фицпатрик | 25.02.1995    | 168      | 75      | Окленд                   | 4    | 1       | 0          | 0        | 5     |
| 11    | Портия Вудман    | 12.07.1991    | 169      | 74      | Каунтис Манукау Пукекохе | 6    | 10      | 0          | 0        | 50    |
| 12    | Кайла Макалистер | 06.08.1988    | 169      | 70      | Окленд                   | 6    | 7       | 0          | 0        | 35    |

| Должность      | Имя              | Гражданство    | Дата рождения |
| -------------- | ---------------- | -------------- | ------------- |
| Главный тренер | Шон Хоран        | Новая Зеландия |               |
| Менеджер       | Женель Стрикланд | Новая Зеландия |               |
| Физиотерапевт  | Джекс Хоран      | Новая Зеландия |               |

Результаты
Групповой этап (Группа B)
| Место | Команда        | И | В | Н | П | ОЗ  | ОП  | +/- | Очки |
| ----- | -------------- | - | - | - | - | --- | --- | --- | ---- |
| 1     | Новая Зеландия | 3 | 3 | 0 | 0 | 109 | 12  | +97 | 9    |
| 2     | Франция        | 3 | 2 | 0 | 1 | 71  | 40  | +31 | 7    |
| 3     | Испания        | 3 | 1 | 0 | 2 | 31  | 65  | -34 | 5    |
| 4     | Кения          | 3 | 0 | 0 | 3 | 17  | 111 | -94 | 3    |

| 6 августа 2016 11:30 UTC-3 | \| Новая Зеландия \| 52:0 (21:0, 31:0) Протокол \| Кения \| \| Портия Вудман 1', 8', 12' · Кайла Макалистер 3', 14+' · Хуриана Мануэль 6' · Гейл Бротон 10' · Ниалл Уильямс 14' · Тайла Натан-Вонг 1', 3', 6', 8', 10' · Келли Брейзия 14' · Тайла Натан-Вонг 12' · Келли Брейзия 14+' \| Голы \| \| | Стадион Деодоро, Рио-де-Жанейро Судьи: Сара Кокс |
| Новая Зеландия | 52:0 (21:0, 31:0) Протокол | Кения                                            |
| Портия Вудман 1', 8', 12' · Кайла Макалистер 3', 14+' · Хуриана Мануэль 6' · Гейл Бротон 10' · Ниалл Уильямс 14' · Тайла Натан-Вонг 1', 3', 6', 8', 10' · Келли Брейзия 14' · Тайла Натан-Вонг 12' · Келли Брейзия 14+' | Голы |                                                  |

| 6 августа 2016 16:30 UTC-3 | \| Новая Зеландия \| 31:5 (12:0, 19:5) Протокол \| Испания \| \| Портия Вудман 2' · Кайла Макалистер 3', 12' · Тайла Натан-Вонг 8' · Тереза Фитцпатрик 14' · Тайла Натан-Вонг 4', 8', 14' · Тайла Натан-Вонг 2' 12' \| Голы \| Мария Касадо 11' · Патрисия Гарсия 11' \| | Стадион Деодоро, Рио-де-Жанейро Судьи: Габриэль Ли |
| Новая Зеландия | 31:5 (12:0, 19:5) Протокол | Испания                                            |
| Портия Вудман 2' · Кайла Макалистер 3', 12' · Тайла Натан-Вонг 8' · Тереза Фитцпатрик 14' · Тайла Натан-Вонг 4', 8', 14' · Тайла Натан-Вонг 2' 12' | Голы | Мария Касадо 11' · Патрисия Гарсия 11'             |

| 7 августа 2016 11:30 UTC-3 | \| Новая Зеландия \| 26:7 (19:7, 7:0) Протокол \| Франция \| \| Келли Брейзия 1' · Хуриана Мануэль 3' · Портия Вудман 6' · Кайла Макалистер 13' · Тайла Натан-Вонг 1', 4', 13' · Тайла Натан-Вонг 7' \| Голы \| Камиль Гроссино 7+' · Полин Бискарат 7+' \| | Стадион Деодоро, Рио-де-Жанейро Судьи: Раста Расивинье |
| Новая Зеландия | 26:7 (19:7, 7:0) Протокол | Франция                                                |
| Келли Брейзия 1' · Хуриана Мануэль 3' · Портия Вудман 6' · Кайла Макалистер 13' · Тайла Натан-Вонг 1', 4', 13' · Тайла Натан-Вонг 7' | Голы | Камиль Гроссино 7+' · Полин Бискарат 7+'               |

Четвертьфинал
| 7 августа 2016 18:30 UTC-3               | \| Новая Зеландия \| 5:0 (5:0, 0:0) Протокол \| США \| \| Портия Вудман 7+' · Тайла Натан-Вонг 7+' \| Голы \| \| | Стадион Деодоро, Рио-де-Жанейро Судьи: Раста Расивинье |
| Новая Зеландия                           | 5:0 (5:0, 0:0) Протокол                                                                                          | США                                                    |
| Портия Вудман 7+' · Тайла Натан-Вонг 7+' | Голы |                                                        |

Полуфинал
| 8 августа 2016 15:00 UTC-3          | \| Великобритания \| 7:25 (7:15, 0:10) Протокол \| Новая Зеландия \| \| Элис Ричардсон 5' · Кейти Маклин 5' \| Голы \| Портия Вудман 2', 7+', 9' · Руби Туи 6' · Хуриана Мануэль 11' · Тайла Натан-Вонг 3' 6' 7+' 9' 11' \| | Стадион Деодоро, Рио-де-Жанейро Судьи: Эми Перретт                                                |
| Великобритания                      | 7:25 (7:15, 0:10) Протокол | Новая Зеландия                                                                                    |
| Элис Ричардсон 5' · Кейти Маклин 5' | Голы | Портия Вудман 2', 7+', 9' · Руби Туи 6' · Хуриана Мануэль 11' · Тайла Натан-Вонг 3' 6' 7+' 9' 11' |

Финал
| 8 августа 2016 19:00 UTC-3                                                                                                | \| Австралия \| 24:17 (10:5, 14:12) Протокол \| Новая Зеландия \| \| Эмма Тонегато 8' · Эвания Пелайт 10+' · Эллиа Грин 13' · Шарлотта Кэслик 16' · Хлои Далтон 14', 17' · Хлои Далтон 9' 10+' \| Голы \| Кайла Макалистер 5', 19' · Портия Вудман 20+' · Тайла Натан-Вонг 6' 19' · Тайла Натан-Вонг 20+' \| | Стадион Деодоро, Рио-де-Жанейро Судьи: Альхамбра Ньевас                                         |
| Австралия | 24:17 (10:5, 14:12) Протокол | Новая Зеландия                                                                                  |
| Эмма Тонегато 8' · Эвания Пелайт 10+' · Эллиа Грин 13' · Шарлотта Кэслик 16' · Хлои Далтон 14', 17' · Хлои Далтон 9' 10+' | Голы | Кайла Макалистер 5', 19' · Портия Вудман 20+' · Тайла Натан-Вонг 6' 19' · Тайла Натан-Вонг 20+' |

Итог: по результатам олимпийского турнира женская сборная Новой Зеландии по регби-7 завоевала серебряные медали.

### Стрельба
В январе 2013 года Международная федерация спортивной стрельбы приняла новые правила проведения соревнований на 2013—2016 года, которые, в частности, изменили порядок проведения финалов. Во многих дисциплинах спортсмены, прошедшие в финал, теперь начинают решающий раунд без очков, набранных в квалификации, а финал проходит по системе с выбыванием. Также в финалах после каждого раунда стрельбы из дальнейшей борьбы выбывает спортсмен с наименьшим количеством баллов. В скоростном пистолете решающие поединки проходят по системе попал-промах. В стендовой стрельбе добавился полуфинальный раунд, где определяются по два участника финального матча и поединка за третье место.
Мужчины
| Соревнование             | Спортсмены   | Квалификация | Квалификация | Полуфинал     | Полуфинал     | Финал               | Финал |
| Соревнование             | Спортсмены   | Результат    | Место        | Результат     | Место         | Соперник/ Результат | Место |
| ------------------------ | ------------ | ------------ | ------------ | ------------- | ------------- | ------------------- | ----- |
| винтовка лёжа, 50 метров | Райан Тейлор |              |              | Не проводится | Не проводится |                     |       |

Женщины
| Соревнование | Спортсмены  | Квалификация | Квалификация | Полуфинал | Полуфинал | Финал                 | Финал |
| Соревнование | Спортсмены  | Результат    | Место        | Результат | Место     | Соперник/ Результат   | Место |
| ------------ | ----------- | ------------ | ------------ | --------- | --------- | --------------------- | ----- |
| трап         | Натали Руни | 68           | 5 Q          | 131       | 2 QG      | AUSК. Скиннер 11:12 П | 2     |
| скит         | Хлоэ Типл   |              |              |           |           |                       |       |

### Теннис
Соревнования пройдут на кортах олимпийского теннисного центра. Теннисные матчи будут проходить на кортах с твёрдым покрытием DecoTurf, на которых также проходит и Открытый чемпионат США.
Мужчины
| Соревнование  | Спортсмены                 | 1/32 финала        | 1/16 финала                                     | 1/8 финала            | Четвертьфинал         | Полуфинал             | Финал                 | Место                 |
| Соревнование  | Спортсмены                 | Соперник Результат | Соперник Результат                              | Соперник Результат    | Соперник Результат    | Соперник Результат    | Соперник Результат    | Место                 |
| ------------- | -------------------------- | ------------------ | ----------------------------------------------- | --------------------- | --------------------- | --------------------- | --------------------- | --------------------- |
| парный разряд | Майкл Венус Маркус Даниэлл | Не проводится      | CANД. Нестор / В. Поспишил (7) П 6:4, 3:6, 66:7 | завершили выступление | завершили выступление | завершили выступление | завершили выступление | завершили выступление |

### Триатлон
Соревнования по триатлону пройдут на территории форта Копакабана. Дистанция состоит из 3-х этапов — плавание (1,5 км), велоспорт (43 км), бег (10 км).
Мужчины
| Соревнование              | Спортсмены    | Плавание | Смена | Велоспорт | Смена | Бег | Итоговое время | Место | Отставание |
| ------------------------- | ------------- | -------- | ----- | --------- | ----- | --- | -------------- | ----- | ---------- |
| индивидуальное первенство | Тони Доддс    |          |       |           |       |     |                |       |            |
| индивидуальное первенство | Райан Сиссонс |          |       |           |       |     |                |       |            |

Женщины
| Соревнование              | Спортсмены     | Плавание | Смена | Велоспорт | Смена | Бег | Итоговое время | Место | Отставание |
| ------------------------- | -------------- | -------- | ----- | --------- | ----- | --- | -------------- | ----- | ---------- |
| индивидуальное первенство | Андреа Хьюитт  |          |       |           |       |     |                |       |            |
| индивидуальное первенство | Никки Сэмюэльс |          |       |           |       |     |                |       |            |

### Тхэквондо
Соревнования по тхэквондо проходят по системе с выбыванием. Для победы в турнире спортсмену необходимо одержать 4 победы. Тхэквондисты, проигравшие по ходу соревнований будущим финалистам, принимают участие в утешительном турнире за две бронзовые медали.
Женщины
| Категория | Спортсмены    | Первый раунд       | Четвертьфинал         | Полуфинал             | Финал                 | Место |
| Категория | Спортсмены    | Соперник Результат | Соперник Результат    | Соперник Результат    | Соперник Результат    | Место |
| --------- | ------------- | ------------------ | --------------------- | --------------------- | --------------------- | ----- |
| до 49 кг  | Андреа Килдэй | И.Синг (BRA) П 5:7 | Завершила выступление | Завершила выступление | Завершила выступление | 11    |

### Тяжёлая атлетика
Каждый НОК самостоятельно выбирает категорию в которой выступит её тяжелоатлет. В рамках соревнований проводятся два упражнения — рывок и толчок. В каждом из упражнений спортсмену даётся 3 попытки. Победитель определяется по сумме двух упражнений. При равенстве результатов победа присуждается спортсмену, с меньшим собственным весом.
Мужчины
| Категория | Спортсмены | Вес | Рывок | Рывок | Рывок | Толчок | Толчок | Толчок | Всего | Место |
| Категория | Спортсмены | Вес | 1     | 2     | 3     | 1      | 2      | 3      | Всего | Место |
| --------- | ---------- | --- | ----- | ----- | ----- | ------ | ------ | ------ | ----- | ----- |
|           |            |     |       |       |       |        |        |        |       |       |

Женщины
| Категория | Спортсмены | Вес | Рывок | Рывок | Рывок | Толчок | Толчок | Толчок | Всего | Место |
| Категория | Спортсмены | Вес | 1     | 2     | 3     | 1      | 2      | 3      | Всего | Место |
| --------- | ---------- | --- | ----- | ----- | ----- | ------ | ------ | ------ | ----- | ----- |
|           |            |     |       |       |       |        |        |        |       |       |

### Фехтование
В индивидуальных соревнованиях спортсмены сражаются три раунда по три минуты, либо до того момента, как один из спортсменов нанесёт 15 уколов. В командных соревнованиях поединок идёт 9 раундов по 3 минуты каждый, либо до 45 уколов. Если по окончании времени в поединке зафиксирован ничейный результат, то назначается дополнительная минута до «золотого» укола.
Женщины
| Соревнование          | Спортсмены | 1/32 финала        | 1/16 финала        | 1/8 финала         | Четвертьфинал      | Полуфинал          | Финал              | Место |
| Соревнование          | Спортсмены | Соперник Результат | Соперник Результат | Соперник Результат | Соперник Результат | Соперник Результат | Соперник Результат | Место |
| --------------------- | ---------- | ------------------ | ------------------ | ------------------ | ------------------ | ------------------ | ------------------ | ----- |
| индивидуальная рапира | Юань Пин   |                    |                    |                    |                    |                    |                    |       |

### Футбол

#### Женщины
Женская сборная Новой Зеландии квалифицировалась на Игры по итогам олимпийской квалификации Океании.
Состав
| №                   | Имя             | Клуб                  | Дата рождения   | Возраст | Игр     | Голов   |
| Вратари             | Вратари         | Вратари               | Вратари         | Вратари | Вратари | Вратари |
| ------------------- | --------------- | --------------------- | --------------- | ------- | ------- | ------- |
| 1                   | Эрин Найлер     | без клуба             | 16 апреля 1992  | 24      | 3       | -5      |
| 18                  | Ребекка Роллс   | 3 Кингс Юнайтед       | 21 августа 1975 | 40      | 0       | 0       |
| Защитники           |                 |                       |                 |         |         |         |
| 2                   | Риа Персиваль   | Базель                | 6 декабря 1989  | 26      | 3       | 0       |
| 3                   | Анна Грин       | Мальбакенс            | 19 августа 1990 | 25      | 0       | 0       |
| 5                   | Эбби Эрцег      | Вестерн Нью-Йорк Флэш | 19 ноября 1989  | 26      | 3       | 0       |
| 6                   | Ребека Скотт    | Мельбурн Сити         | 16 июня 1993    | 23      | 3       | 0       |
| 7                   | Эйли Райли      | Розенгор              | 29 октября 1987 | 28      | 3       | 0       |
| 15                  | Мейкайла Мур    | Кашмир Техникал       | 3 июня 1991     | 25      | 1       | 0       |
| Полузащитники       |                 |                       |                 |         |         |         |
| 4                   | Кейти Данкан    | без клуба             | 31 марта 1988   | 28      | 3       | 0       |
| 11                  | Кристи Яллоп    | Мальбакенс            | 3 ноября 1986   | 29      | 1       | 0       |
| 12                  | Бетси Хассетт   | Аякс                  | 3 августа 1990  | 25      | 3       | 0       |
| 14                  | Кейти Боуэн     | Канзас Сити           | 14 апреля 1994  | 22      | 3       | 0       |
| 16                  | Аннали Лонго    | Кашмир Техникал       | 30 июня 1991    | 25      | 3       | 0       |
| Нападающие          |                 |                       |                 |         |         |         |
| 8                   | Жасмин Перейра  | 3 Кингс Юнайтед       | 19 июля 1996    | 20      | 2       | 0       |
| 9                   | Эмбер Хирн      | УСВ Йена              | 27 ноября 1984  | 31      | 3       | 1       |
| 10                  | Сара Грегориус  | Сперанца Такацуки     | 5 августа 1987  | 28      | 3       | 0       |
| 13                  | Рози Уайт       | Ливерпуль             | 5 июня 1993     | 23      | 2       | 0       |
| 17                  | Ханна Уилкинсон | Университет Теннесси  | 27 мая 1992     | 24      | 3       | 0       |
| Главный тренер      |                 |                       |                 |         |         |         |
| Флаг Великобритании | Тони Ридингс    | Тони Ридингс          | 27 октября 1975 | 40      |         |         |

Результаты
Групповой этап (Группа G)
| М | Команда        | И | В | Н | П | Мячи  | ±  | О |
| - | -------------- | - | - | - | - | ----- | -- | - |
| 1 | США            | 3 | 2 | 1 | 0 | 5 − 2 | +3 | 7 |
| 2 | Франция        | 3 | 2 | 0 | 1 | 7 − 1 | +6 | 6 |
| 3 | Новая Зеландия | 3 | 1 | 0 | 2 | 1 − 5 | −4 | 3 |
| 4 | Колумбия       | 3 | 0 | 1 | 2 | 2 − 7 | −5 | 1 |

| 3 августа 2016 19:00 UTC-3 | \| США \| 2:0 (1:0) Отчёт \| Новая Зеландия \| \| Ллойд 9′ · Морган 46′ \| Голы \| \| | Стадион: Минейран, Белу-Оризонти Зрителей: 10 059 Судья: Екатерина Монзуль |
| США                        | 2:0 (1:0) Отчёт                                                                       | Новая Зеландия                                                             |
| Ллойд 9′ · Морган 46′      | Голы                                                                                  |                                                                            |

| 6 августа 2016 20:00 UTC-3 | \| Колумбия \| 0:1 (0:1) Отчёт \| Новая Зеландия \| \| \| Голы \| Хирн 31′ \| | Стадион: Минейран, Белу-Оризонти Зрителей: 8505 Судья: Глэдис Ленгве |
| Колумбия                   | 0:1 (0:1) Отчёт                                                               | Новая Зеландия                                                       |
|                            | Голы                                                                          | Хирн 31′                                                             |

| 9 августа 2016 19:00 UTC-3 | \| Новая Зеландия \| 0:3 (0:1) Отчёт \| Франция \| \| \| Голы \| Ле Соммер 38′ · Несиб 63′, 90+2′ (пен.) \| | Стадион: Фонте-Нова, Салвадор Зрителей: 7530 Судья: Лусила Венегас |
| Новая Зеландия             | 0:3 (0:1) Отчёт                                                                                             | Франция                                                            |
|                            | Голы | Ле Соммер 38′ · Несиб 63′, 90+2′ (пен.)                            |

### Хоккей на траве

#### Мужчины
Мужская сборная Новой Зеландии квалифицировалась на Игры по итогам полуфинала Мировой лиги 2014/15.
Состав
| Номер         | Имя             | Дата рождения   | Рост, см | Вес, кг | Клуб    | Игры    | Голы    |
| Вратари       | Вратари         | Вратари         | Вратари  | Вратари | Вратари | Вратари | Вратари |
| ------------- | --------------- | --------------- | -------- | ------- | ------- | ------- | ------- |
| 20            | Девон Манчестер | 11 ноября 1989  | 178      | 78      |         |         |         |
| Защитники     |                 |                 |          |         |         |         |         |
| 12            | Брэдли Шоу      | 13 февраля 1983 | 181      | 92      |         |         |         |
| 17            | Ник Вудс        | 26 августа 1995 | 180      | 90      |         |         |         |
| 21            | Кейн Расселл    | 22 апреля 1992  | 176      | 82      |         |         |         |
| 22            | Блэр Тэррент    | 11 мая 1990     | 185      | 83      |         |         |         |
| 25            | Ши Макэлис      | 7 августа 1984  | 177      | 82      |         |         |         |
| Полузащитники |                 |                 |          |         |         |         |         |
| 1             | Джеймс Куглан   | 28 августа 1990 | 183      | 78      |         |         |         |
| 10            | Райан Арчибальд | 1 сентября 1980 | 186      | 78      |         |         |         |
| 24            | Арун Пачиа      | 22 апреля 1989  | 180      | 73      |         |         |         |
| 31            | Хейден Филлипс  | 6 февраля 1998  | 180      | 72      |         |         |         |
| Нападающие    |                 |                 |          |         |         |         |         |
| 6             | Саймон Чайлд    | 16 апреля 1988  | 186      | 80      |         |         |         |
| 9             | Блэр Хилтон     | 28 августа 1989 | 181      | 78      |         |         |         |
| 23            | Шей Нил         | 4 июня 1990     | 176      | 75      |         |         |         |
| 27            | Стивен Дженнес  | 7 июня 1990     | 179      | 76      |         |         |         |
| 29            | Хьюго Инглис    | 18 января 1991  | 178      | 74      |         |         |         |
| 32            | Ник Уилсон      | 6 августа 1990  | 180      | 81      |         |         |         |

| Имя        | Гражданство | Дата рождения |
| ---------- | ----------- | ------------- |
| Колин Бэтч | Австралия   | 27 марта 1958 |

Результаты
Групповой этап (Группа A)
| Место | Команда        | И | В | Н | П | ГЗ | ГП | +/- | Очки |
| ----- | -------------- | - | - | - | - | -- | -- | --- | ---- |
| 1     | Бельгия        | 5 | 4 | 0 | 1 | 21 | 5  | +16 | 12   |
| 2     | Испания        | 5 | 3 | 1 | 1 | 13 | 6  | +7  | 10   |
| 3     | Австралия      | 5 | 3 | 0 | 2 | 13 | 4  | +9  | 9    |
| 4     | Новая Зеландия | 5 | 2 | 1 | 2 | 17 | 8  | +9  | 7    |
| 5     | Великобритания | 5 | 1 | 2 | 2 | 14 | 10 | +4  | 5    |
| 6     | Бразилия       | 5 | 0 | 0 | 5 | 1  | 46 | -45 | 0    |

| 6 августа 2016 13:30 UTC-3       | \| Австралия \| 2:1 (1:0, 1:0, 0:1, 0:0) Протокол \| Новая Зеландия \| \| Крис Чирьелло 8' · Мэтт Годс 23' \| Голы \| Хьюго Инглис 31' \| | Олимпийский хоккейный центр, Рио-де-Жанейро Судьи: Кристиан Блаш, Херман Монтес де Оса |
| Австралия                        | 2:1 (1:0, 1:0, 0:1, 0:0) Протокол | Новая Зеландия                                                                         |
| Крис Чирьелло 8' · Мэтт Годс 23' | Голы | Хьюго Инглис 31'                                                                       |

| 7 августа 2016 17:00 UTC-3           | \| Великобритания \| 2:2 (1:1, 1:1, 0:0, 0:0) Протокол \| Новая Зеландия \| \| Дэвид Кондон 2' · Барри Миддлтон 25' \| Голы \| Кейн Расселл 14' · Хейден Филлипс 19' \| | Олимпийский хоккейный центр, Рио-де-Жанейро Судьи: Марцин Грохаль, Лим Хун Чжэнь |
| Великобритания                       | 2:2 (1:1, 1:1, 0:0, 0:0) Протокол | Новая Зеландия                                                                   |
| Дэвид Кондон 2' · Барри Миддлтон 25' | Голы | Кейн Расселл 14' · Хейден Филлипс 19'                                            |

| 9 августа 2016 10:00 UTC-3 | \| Новая Зеландия \| 2:3 (1:2, 1:0, 0:0, 0:1) Протокол \| Испания \| \| Саймон Чайлд 3', 30' \| Голы \| Рок Олива 1' · Алекс Касасаяс 10' · Чави Льеонарт 60' \| | Олимпийский хоккейный центр, Рио-де-Жанейро Судьи: Кристиан Блаш Херман Монтес де Оса |
| Новая Зеландия             | 2:3 (1:2, 1:0, 0:0, 0:1) Протокол | Испания                                                                               |
| Саймон Чайлд 3', 30'       | Голы | Рок Олива 1' · Алекс Касасаяс 10' · Чави Льеонарт 60'                                 |

| 10 августа 2016 19:30 UTC-3 | \| Новая Зеландия \| \| Бразилия \| | Олимпийский хоккейный центр, Рио-де-Жанейро |
| Новая Зеландия              |                                     | Бразилия                                    |

| 12 августа 2016 18:00 UTC-3 | \| Бельгия \| \| Новая Зеландия \| | Олимпийский хоккейный центр, Рио-де-Жанейро |
| Бельгия                     |                                    | Новая Зеландия                              |

#### Женщины
Женская сборная Новой Зеландии квалифицировалась на Игры по итогам полуфинала Мировой лиги 2014/15.
Состав
| Номер         | Имя     | Дата рождения | Рост, см | Вес, кг | Клуб    | Игры    | Голы    |
| Вратари       | Вратари | Вратари       | Вратари  | Вратари | Вратари | Вратари | Вратари |
| ------------- | ------- | ------------- | -------- | ------- | ------- | ------- | ------- |
|               |         |               |          |         |         |         |         |
| Защитники     |         |               |          |         |         |         |         |
|               |         |               |          |         |         |         |         |
| Полузащитники |         |               |          |         |         |         |         |
|               |         |               |          |         |         |         |         |
| Нападающие    |         |               |          |         |         |         |         |
|               |         |               |          |         |         |         |         |

| Имя        | Гражданство | Дата рождения  |
| ---------- | ----------- | -------------- |
| Марк Хегер | Австралия   | 28 апреля 1964 |

Результаты
Групповой этап (Группа A)
| Место | Команда          | И | В | Н | П | ГЗ | ГП | +/- | Очки |
| ----- | ---------------- | - | - | - | - | -- | -- | --- | ---- |
| 1     | Нидерланды       | 5 | 4 | 1 | 0 | 13 | 1  | +12 | 13   |
| 2     | Новая Зеландия   | 5 | 3 | 1 | 1 | 11 | 5  | +6  | 10   |
| 3     | Германия         | 5 | 2 | 1 | 2 | 6  | 6  | 0   | 7    |
| 4     | Испания          | 5 | 2 | 0 | 3 | 6  | 12 | -6  | 6    |
| 5     | Китай            | 5 | 1 | 2 | 2 | 3  | 5  | -2  | 5    |
| 6     | Республика Корея | 5 | 0 | 1 | 4 | 3  | 13 | -10 | 1    |

| 7 августа 2016 10:00 UTC-3                                                      | \| Новая Зеландия \| 4:1 (1:0, 2:0, 1:0, 0:1) Протокол \| Республика Корея \| \| Кирстен Пирс 10' · Шарлотта Харрисон 19' · Джемма Флинн 21' · Петри Уэбстер 34' \| Голы \| Ким Хюн Чжи 55' \| | Олимпийский хоккейный центр, Рио-де-Жанейро Судьи: Фаннеке Алкемаде Тиэко Сома |
| Новая Зеландия                                                                  | 4:1 (1:0, 2:0, 1:0, 0:1) Протокол | Республика Корея                                                               |
| Кирстен Пирс 10' · Шарлотта Харрисон 19' · Джемма Флинн 21' · Петри Уэбстер 34' | Голы | Ким Хюн Чжи 55'                                                                |

| 8 августа 2016 13:30 UTC-3 | \| Новая Зеландия \| 1:2 (1:0, 0:1, 0:1, 0:0) Протокол \| Германия \| \| Петри Уэбстер 10' \| Голы \| Пия-Софи Ольдхафер 22' · Анне Шрёдер 44' \| | Олимпийский хоккейный центр, Рио-де-Жанейро Судьи: Соледад Ипаррагирре Мяо Линь |
| Новая Зеландия             | 1:2 (1:0, 0:1, 0:1, 0:0) Протокол | Германия                                                                        |
| Петри Уэбстер 10'          | Голы | Пия-Софи Ольдхафер 22' · Анне Шрёдер 44'                                        |

| 10 августа 2016 10:00 UTC-3 | \| Испания \| 1:2 (0:0, 0:1, 0:0, 1:1) Протокол \| Новая Зеландия \| \| Карлота Печаме 60' \| Голы \| Келси Смит 22', 51' \| | Олимпийский хоккейный центр, Рио-де-Жанейро Судьи: Ирен Пресенки Елена Эскина |
| Испания                     | 1:2 (0:0, 0:1, 0:0, 1:1) Протокол                                                                                            | Новая Зеландия                                                                |
| Карлота Печаме 60'          | Голы | Келси Смит 22', 51'                                                           |

| 12 августа 2016 11:00 UTC-3 | \| Новая Зеландия \| \| Нидерланды \| | Олимпийский хоккейный центр, Рио-де-Жанейро |
| Новая Зеландия              |                                       | Нидерланды                                  |

| 13 августа 2016 20:30 UTC-3 | \| Китай \| \| Новая Зеландия \| | Олимпийский хоккейный центр, Рио-де-Жанейро |
| Китай                       |                                  | Новая Зеландия                              |